# Jung Hong-won
Jung Hong-won (tiếng Hàn: 정홍원, sinh ngày 9 tháng 10 năm 1944) là một chính trị gia Hàn Quốc. Ông là thủ tướng Hàn Quốc từ ngày 26 tháng 2 năm 2013 đến ngày 16 tháng 2 năm 2015.

## Tiểu sử
Jung tốt nghiệp Cử nhân Luật tại Đại học Sungkyunkwan. Sau khi vượt qua các đợt kiểm tra tư pháp, ông trở thành một công tố viên.